# Трансмиграционная программа
Трансмиграционная программа (индонезийский язык: transmigrasi) — крупномасштабная миграционная программа Голландской Ост-Индии, а затем и независимой республики Индонезия, характеризовавшаяся массовым плановым перемещением безземельных семей из густонаселённых островов Индонезии в менее густонаселённые области (острова) страны. После 2000 г., из-за нехватки правительственных средств, азиатского финансового кризиса, смены правительства, а также усиливающейся критики программы, её активная плановая фаза была приостановлена. Однако добровольные переселения продолжаются по желанию самих потенциальных переселенцев. За почти полтора столетия существования программы было переселено свыше 3 млн человек, в том числе более 2,5 млн между 1979—1989 гг.

## Возникновение
Первыми государственную значимость программе переселения придало голландское правительство Индонезии ещё в середине XIX века, преследуя сразу несколько целей. Программа должна была уменьшить бедность и перенаселённость острова Ява, перераспределить рабочую силу на периферийные острова, чтобы лучше использовать природные ресурсы внешних островов и усилить их эксплуатацию. Косвенно голландцы также стремились ослабить влияние Португалии в восточной части Индонезийского архипелага. Дело в том, что автохтонное население восточных островов было обращены португальцами в католичество задолго до прихода голландцев. Более того, население многих из них (Флорес, Тимор и др.) было довольно лояльно Португалии и оказывало голландцам-протестантам некоторое сопротивление. Переселением яванцев-мусульман в восточные регионы страны голландское правительство стремилось разрушить католическую гегемонию на востоке страны.

## Развитие
После обретения независимости новое яванское правительство продолжило голландский трансмиграционный курс в ещё более активной форме. Официальной целью плановых миграций, как и раньше, было перераспределение трудовых ресурсов и снятие нагрузки с перенаселённых юго-западных островов. На деле, сильная авторитарная власть, представленная в основном этническими яванцами-мусульманами, также стремилась укрепить контроль над периферийными островами, имеющими неяванское, зачастую также христианское большинство, и ослабить сепаратистские тенденции на ранее независимых (до прихода голландцев) островах.
В ходе программы мигранты с острова Ява, в меньшей степени с островов Бали и Мадура, переселялись на острова Новая Гвинея, Калимантан, Суматра, Сулавеси и более мелкие архипелаги. Критика программы усилилась.
В 1969 г. программу переселения поддержал Всемирный Банк, начавший финансирование трансмиграционных программ в Индонезии, на которые было выделено около 0,5 млрд[чего?]. Но в адрес индонезийского правительство вскоре поднялась волна критики, связанная с резким изменением религиозного состава населения, попыткой манипулировать переселенцами-мусульманами, началом кровавых столкновений между этноконфессиональными группами (например, Сампитская резня 2001 г.).

## Критика
С началом программы также началось массовое исчезновение и планомерное вытеснение малых молуккских языков, так как официальная государственная языковая политика была направлена на утверждение индонезийского языка в качестве единственного средства межнационального общения, образования и инструмента всеобщей модернизации унитарной страны. Образование стало осуществляться только на индонезийском языке, в начальных школах были введены запреты на использование автохтонных языков.. Не менее важным был и относительно низкий культурно-хозяйственный уровень переселенцев, которые в первую очередь приступали к вырубке экваториальных лесов на новом месте, приводя острова к экологической катастрофе. Более того, переселение мусульман на новые места не сопровождалось государственной программой семейного планирования рождаемости. Фактически демографический взрыв один за другим начал охватывать все острова страны. Более того, на самой Яве высокий естественный прирост населения сохранился, а значит снизить плотность населения на острове не удалось. Это в очередной раз давало критикам повод задуматься над реальными мотивами правительства, подозреваемого в стремлении исламизировать страну.

## Современное положение
В 1990-е и 2000-е годы объём переселений существенно снизился, но не прекратился. Каждый год по официальной статистике правительства на периферийные острова продолжает переселяться не менее 60 тыс. человек, в реальности цифра может достигать и 100 тыс. С конца 2000-х годов объём миграций вновь несколько возрос, особенно это касается переселений в Папуа.